# Mykola Berezutskiy
Mykola Berezutskiy (født 22. marts 1937 i Donetsk, død 20. december 2022 i Sankt Petersborg) var en ukrainsk hækkeløber. Han konkurrerede i mændenes 110 meter hækkeløb ved Sommer-OL 1960, som repræsenterede Sovjetunionen. 